# Njuša
Anna Vladimirovna Šuročkinová, (rusky Анна Владимировна Шурочкина; * 15. srpna 1990, Moskva, Sovětský svaz, dnes Rusko) známá pod uměleckým pseudonymem Njuša, (rusky Нюша, Nyusha) je ruská populární zpěvačka. Do konce roku 2014 vydala dvě studiová alba, sedm jejich singlů se v ruských hitparádách umístilo na nejvyšších příčkách a jeden ze songů zaznamenal úspěch v podobě nejvyššího umístění v hitparádě také na Ukrajině. Je držitelkou několika hudebních ocenění, mimo jiné například ocenění MTV Europe Music Awards 2011 pro nejlepšího ruského hudebního umělce.

## Hudební kariéra

### Do roku 2009: Počátky hudební kariéry
Poprvé se objevila v nahrávacím studiu v pěti letech a nazpívala píseň „Песенка большой медведицы“ (Pěseňka Bolšoj medvěditsj). V 11 letech se stala členkou hudební skupiny Grizli, která vystupovala mimo Ruska také v Německu. V 17 letech začala působit pod uměleckým jménem Njuša. V roce 2008 se zúčastnila mezinárodní soutěže New Wave 2008, v níž se umístila na sedmém místě. V témže roce nazpívala závěrečnou píseň hlavní hrdinky v dabované verzi filmu Kouzelná romance. V roce 2009 představila první singl „Вою на луну“ (Voju na lunu). Novou píseň „Angel“ uvedla na koncertě Europa Plus Live 2009.

### 2010–2011: Debutové album a růst popularity
Druhý singl „Не перебивай“ (Ne perebivaj) představila v roce 2010. V dubnu 2010 se stala píseň jednou z nejpopulárnějších rusky zpívaných písní a byla nominována na zisk ocenění Muz-TV 2010 v kategorii objev roku. Téhož roku bylo představeno její debutové hudební album Выбирать чудо (Vybirať chudo). Z tohoto alba pochází také stejnojmenný třetí singl, který vystoupal v ruské hitparádě na přelomu let 2010 a 2011 na nejvyšší příčku a stal se jednou z nejúspěšnějších písní tohoto období. Videoklip získal také velké množství zhlédnutí na YouTube.
V průběhu roku 2011 byly přestaveny tři singly. Dvě písně, „Больно“ (Bolno) a „Больно“ (Vyše), jsou nahrávkami z debutového alba. Oba songy obsadily v ruské hitparádě první příčku. Třetím singlem roku 2011 se stala píseň „Plus Pres“, nazpívaná ve spolupráci s francouzským hudebníkem Gillesem Lukou.
22. března 2011 byla nominována na zisk ocenění Muz-TV 2011 v kategoriích nejlepší zpěvačka a nejlepší album. V říjnu vyhrála ocenění MTV Europe Music Awards 2011 v kategorii nejlepší ruský hudební umělec. V prosinci zahrnul magazín Billboard její píseň „Выбирать чудо“ (Vybirať chudo) do seznamu nejlepších songů 2011, a její další skladbu „Больно“ (Bolno) označil jako jednu z nejpůsobivějších a zároveň nezapomenutelnou ruskou popovou písní posledních 20 let.

### 2012–2013: Druhé studiové album a další úspěchy

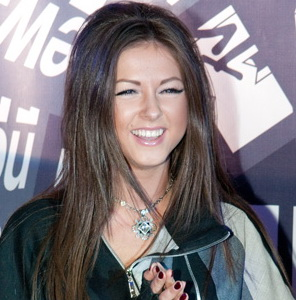
Njuša v roce 2011

V lednu 2012 obsadila její píseň „Выше“ (Vyše) v několika ruských hitparádách nejvyšší příčky. 28. dubna 2012 pořádala koncert v moskevské hale Crocus City Hall, který sloužil jako podpora pro turné k debutovému hudebnímu albu. Na tomto koncertě také zazpívala a tím i neoficiálně představila nový singl „Воспоминание“ (Vospominaňje), song „Воспоминание“ (Objedinenje) a také duet nazpívaný společně s jejím otcem.
O měsíc dříve byla Njuša nominována na zisk ocenění Muz-TV 2012 v kategoriích nejlepší píseň (Vyše) a nejlepší zpěvačka. Při udělování ocenění 1. června vyhrála cenu pro nejlepší píseň. V červnu také uvedla svůj nový singl „Воспоминание“ (Vospominaňje), jenž se opět vyšplhal v hitparádách v Rusku a na Ukrajině na první příčky. V Rusku se tak jednalo o její pátý singl, který obsadil nejvyšší příčku. Na Ukrajině její singl obsadil nejvyšší pozici poprvé. Píseň Vyše je považována za nejúspěšnější song zpěvačky. Od 6. září začaly videoklip k tomuto singlu hrát také hudební televizní stanice. 27. listopadu představila premiérově video s písní „Это Новый Год“ (Jeto Novyj God). Tento song se později objevil v ruském animovaném pohádkovém filmu Sněhová královna. V prosinci 2012 vyhrála ocenění Gramophone Golden Radio of Russia za píseň Vospominaňje a cenu festivalu Song of the Year 2012 za sing Vyše.
V březnu 2013 představila singl „Выше“ (Najedine), jenž pocházel z druhého studiového alba. Tato píseň jako v pořadí šestý singl obsadila v ruských hitparádách nejvyšší příčku. 22. února 2014 představila druhý singl z nového alba, a to píseň „Только“, jež později obsadila v ruské hitparádě první místo. Druhé studiové album Объединение (Objedinenje) bylo vydáno 22. dubna 2014 a oficiální prezentace proběhla 26. dubna v Moskvě. V květnu 2014 získala ocenění pro nejlepší zpěvačku ruské hudební televizní stanice RU.TV.

## Osobní život
Njuša se narodila 15. srpna 1990 do rodiny hudebníků. Její otec Vladimir Šuročkin je bývalým členem hudební skupiny Ласковый май (Laskovij maj) a matka Irina Šuročkinová působila v mládí jako zpěvačka v rockové skupině. Když měla Anna dva roky, její rodiče se rozvedli. Maria Šuročkinová, sestra Anny, se stala dvakrát evropskou juniorskou vítězkou v synchronizovaném plavání. Její bratr Ivan Šuročkin se věnuje bojovým uměním.

## Diskografie

### Studiová alba
1. 2011: Выбирать чудо (Vybirať chudo) (Zvolit zázrak)
2. 2014: Объединение (Objedinenje) (Svaz)